# Offa’s Dyke Path

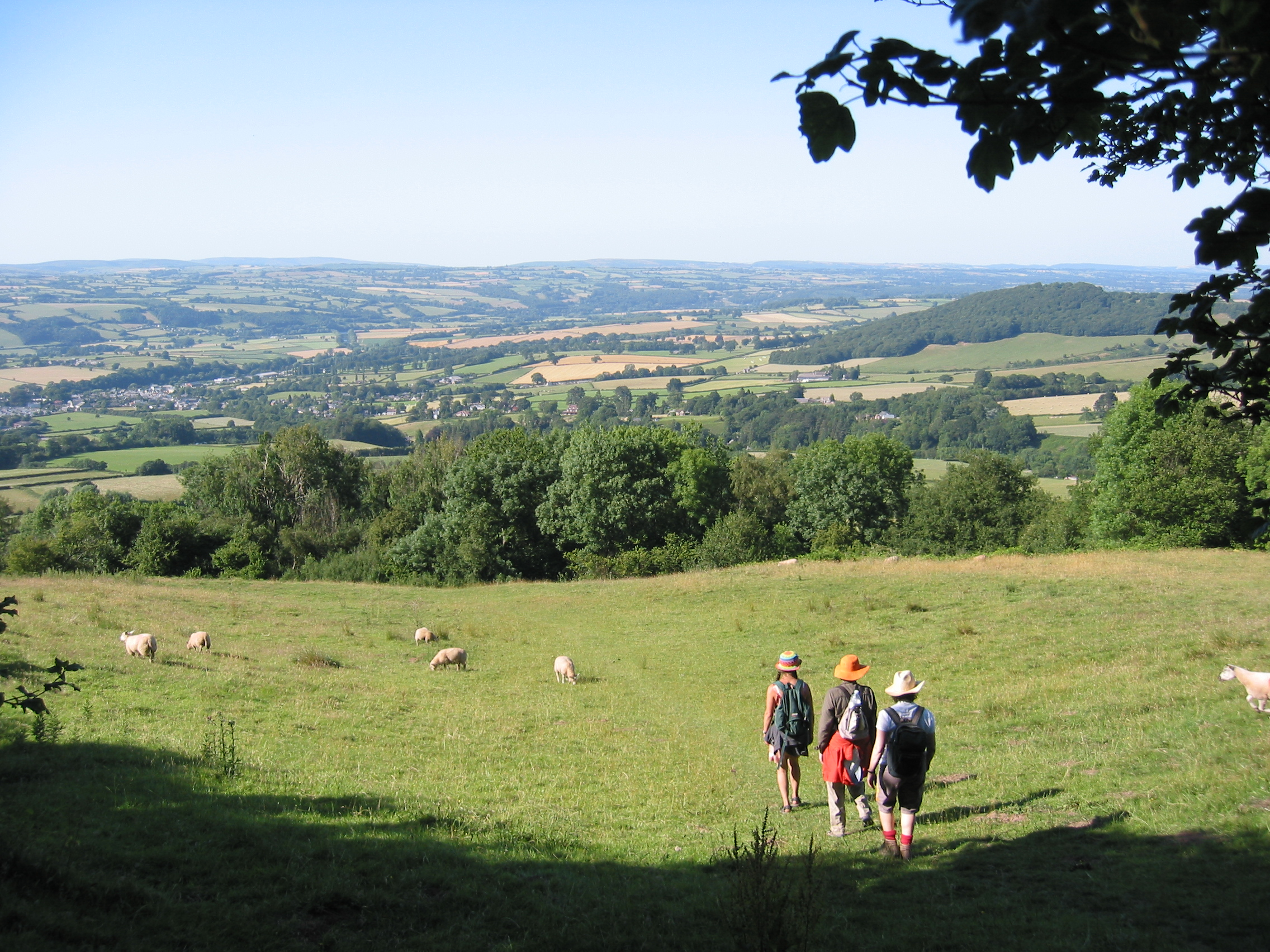
Offa’s Dyke Path vor Hay-on-Wye

Der Offa’s Dyke Path (walisisch Llwybr Clawdd Offa) ist ein 284 km langer Fernwanderweg entlang der englisch-walisischen Grenze. Er folgt dem historischen Verlauf der mittelalterlichen Grenzanlage Offa’s Dyke durch abwechslungsreiche Landschaft. Südlicher Beginn ist an den Sedbury Cliffs am Severn bei Chepstow, der Weg endet im nordwalisischen Prestatyn an der Irischen See.

## Geschichte
Der Offa’s Dyke Path geht auf eine Idee der 1960er Jahre zurück. 1969 gründete der ehemalige Lehrer Frank Noble die Offa’s Dyke Association in Knighton, wo sie auch heute noch ihren Sitz hat. 1971 eröffnete Baron John Hunt den Fernwanderweg.

## Kennzeichnung und Laufrichtung
Der Offa’s Dyke Path zählt zu den offiziellen britischen National Trails und trägt daher auch als Kennzeichnung die aufrecht stehende Eichel. Er ist gut ausgeschildert und für durchschnittlich trainierte Wanderer in 14 Tagesetappen zu laufen. Im südlichen Streckenabschnitt verläuft er parallel zum Wye Valley Walk.
Die meisten Wanderer laufen den Offa’s Dyke Path von Süd nach Nord. Die Begründungen sind vielfältig: Wind und Sonne hat man auf diese Weise im Rücken, in Prestatyn kann man seinen Erfolg in ein Wanderbuch eintragen und die Karte lässt sich leichter lesen. Den Ausschlag gibt jedoch meist der Umstand, dass man in Sedbury oberhalb der Klippen steht, während man in Prestatyn seinen Zieleinlauf in den erfrischenden Fluten der Irischen See feiern kann.
In Chepstow besteht ein Anschluss an den Wales Coast Path.

## Unterkunft und Verpflegung
Der Offa’s Dyke Path ist für Wanderer sehr gut erschlossen. Nur bei zwei Etappen (Pandy bis Hay-on-Wye und Chirk bis Llandegla) bedarf es sorgfältiger Planung. Die üblichen 14 Tagesetappen können nahezu problemlos auf 10 bis 20 Tage umgeplant werde und es gibt dennoch Übernachtungsmöglichkeiten am Weg oder ganz in der Nähe. In den Hauptwandermonaten Juni bis September empfiehlt es sich, die Unterkunft spätestens morgens voraus zu buchen. In den jeweiligen Zielorten der Etappen sind meist auch Lebensmittelläden und Gastronomie zu finden.
Die Offa’s Dyke Association gibt jährlich ein Heftchen mit dem Titel „Where to stay“ heraus, das aktuelle Infos zu Bus & Bahn entlang des Weges und Übernachtungsmöglichkeiten (Hotels, B&B, Camping) für Offa’s Dyke Path und Glyndŵr’s Way enthält. Bei allen Unterkünften ist erwähnt, wie weit sie vom Weg entfernt liegen und ob die Gastleute einen Abholservice anbieten. Zu beziehen über die Offa’s Dyke Association (siehe Weblinks).

## Literatur

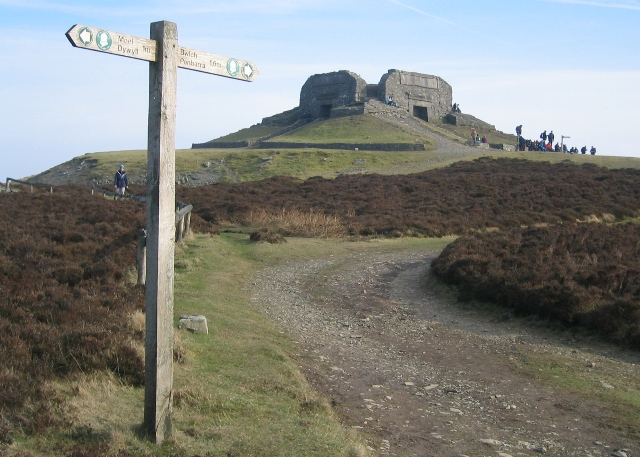
Offa’s Dyke Path am Moel Fammau